# Apneumonella jacobsoni
Apneumonella jacobsoni är en spindelart som beskrevs av Brignoli 1977. Apneumonella jacobsoni ingår i släktet Apneumonella och familjen Telemidae. Inga underarter finns listade i Catalogue of Life.